# Marcus Diniz
Marcus Plínio Diniz Paixão, noto semplicemente come Marcus Diniz (Vitória, 1º agosto 1987), è un calciatore brasiliano, difensore del Dunărea Călărași.

## Carriera
Nel 2005, all'età di 18 anni, il Milan lo acquista dal Duque de Caxias. Con il club rossonero gioca per due anni nella formazione Primavera. Il 6 luglio 2007 viene mandato in prestito al Monza, in Serie C1. Con la società biancorossa, in campionato, colleziona 13 presenze e un gol.
Il 17 giugno 2008, tornato dall'esperienza brianzola, viene acquistato in comproprietà dal Livorno,. Il 12 settembre 2008 esordisce in serie B col club amaranto nella partita Piacenza-Livorno (1-1), subentrando nel secondo tempo ad Aleandro Rosi. Nel gennaio 2008 il Livorno lo gira in prestito al Crotone. Il 23 giugno 2009 viene riscattato dal Milan, nell'ambito dell'operazione che porta Romano Perticone a Livorno a titolo definitivo. Nel luglio dello stesso anno tuttavia, torna nuovamente in prestito al Livorno, con cui debutta in serie A il 23 agosto 2009 partendo titolare nella partita Livorno-Cagliari (0-0).
Subito dopo la fine della stagione 2009-2010 si aggrega al Milan per partecipare ad una tournée di amichevoli negli Stati Uniti. Il 1º luglio 2010 viene ceduto al Parma, con la formula del prestito con diritto di riscatto della metà del cartellino. Con gli emiliani svolge solo la preparazione estiva poiché il 25 agosto viene girato dallo stesso Milan al club belga dell'Eupen. Il 29 agosto 2011 viene ceduto in prestito al Como, in Lega Pro Prima Divisione, collezionando 26 presenze e una rete.
Il 22 luglio 2012, di ritorno dall'esperienza comasca e dopo un periodo di prova con la Salernitana, passa al Lecce con la formula del prestito con diritto di riscatto, scegliendo di indossare la maglia numero 5. Il 30 settembre seguente, in occasione della partita interna contro la Tritium (2-0), segna il suo primo gol con la maglia giallorossa. Il 17 luglio 2013 Lecce e Milan si accordano per il rinnovo del prestito, confermando l'opzione per il riscatto dell'intero cartellino.
Il 16 luglio 2015 firma un contratto pluriennale con il Padova. Il 4 luglio 2016 rescinde con la società veneta, per firmare un contratto della durata di un anno con il Losanna, formazione della Super League Svizzera. Dopo aver collezionato 31 presenze totali con gli svizzeri, con due reti segnate, il 28 giugno 2017 viene tesserato dall'Ironi Kiryat Shmona.

## Statistiche

### Presenze e reti nei club
Statistiche aggiornate al 26 dicembre 2016.
| Stagione        | Squadra         | Campionato      | Campionato | Campionato | Coppa nazionali | Coppa nazionali | Coppa nazionali | Coppe continentali | Coppe continentali | Coppe continentali | Altre coppe | Altre coppe | Altre coppe | Totale | Totale |
| Stagione        | Squadra         | Comp            | Pres       | Reti       | Comp            | Pres            | Reti            | Comp               | Pres               | Reti               | Comp        | Pres        | Reti        | Pres   | Reti   |
| --------------- | --------------- | --------------- | ---------- | ---------- | --------------- | --------------- | --------------- | ------------------ | ------------------ | ------------------ | ----------- | ----------- | ----------- | ------ | ------ |
| 2007-2008       | Monza           | C1              | 13         | 1          | CI-C            | 3               | 1               | -                  | -                  | -                  | -           | -           | -           | 16     | 2      |
| 2008-gen. 2009  | Livorno         | B               | 2          | 0          | CI              | 0               | 0               | -                  | -                  | -                  | -           | -           | -           | 2      | 0      |
| gen.-giu. 2009  | Crotone         | PD              | 9+4        | 0          | -               | -               | -               | -                  | -                  | -                  | -           | -           | -           | 13     | 0      |
| 2009-2010       | Livorno         | A               | 21         | 0          | CI              | 2               | 0               | -                  | -                  | -                  | -           | -           | -           | 23     | 0      |
| Totale Livorno  | Totale Livorno  | Totale Livorno  | 23         | 0          |                 | 2               | 0               |                    | -                  | -                  |             | -           | -           | 25     | 0      |
| lug.-ago. 2010  | Parma           | A               | 0          | 0          | CI              | 0               | 0               | -                  | -                  | -                  | -           | -           | -           | 0      | 0      |
| ago. 2010-2011  | Eupen           | PL              | 5          | 0          | CB              | 1               | 0               | -                  | -                  | -                  | -           | -           | -           | 6      | 0      |
| 2011-2012       | Como            | PD              | 26         | 1          | CI-LP           | 1               | 0               | -                  | -                  | -                  | -           | -           | -           | 27     | 1      |
| 2012-2013       | Lecce           | PD              | 23+4       | 1          | CI+CI-LP        | 2+0             | 0               | -                  | -                  | -                  | -           | -           | -           | 29     | 1      |
| 2013-2014       | Lecce           | PD              | 22+5       | 2          | CI+CI-LP        | 2+0             | 0               | -                  | -                  | -                  | -           | -           | -           | 29     | 2      |
| 2014-2015       | Lecce           | LP              | 17         | 1          | CI+CI-LP        | 0               | 0               | -                  | -                  | -                  | -           | -           | -           | 17     | 1      |
| Totale Lecce    | Totale Lecce    | Totale Lecce    | 62+9       | 4          |                 | 4               | 0               |                    | -                  | -                  |             | -           | -           | 75     | 4      |
| 2015-2016       | Padova          | LP              | 30         | 0          | CI-LP           | 2               | 0               | -                  | -                  | -                  | -           | -           | -           | 32     | 0      |
| 2016-2017       | Losanna         | SL              | 17         | 2          | CS              | 1               | 0               | -                  | -                  | -                  | -           | -           | -           | 18     | 2      |
| Totale carriera | Totale carriera | Totale carriera | 185+13     | 8          |                 | 14              | 1               |                    | -                  | -                  |             | -           | -           | 212    | 9      |